# Chez les géants
Pour plus de détails, voir Fiche technique et Distribution.
Chez les géants (titre anglais : Living With Giants) est un long métrage documentaire québécois réalisé par Aude Leroux-Lévesque et Sébastien Rist et produit par MC2 Communication Média en 2016. Les réalisateurs y capturent la réalité tragique d'un jeune Inuk dans les paysages arctiques du Nunavik (territoires du Nord du Québec, Canada).

## Synopsis
Paulusie est un adolescent innocente, un fils attentionné et un petit ami romantique. Son seul souhait est de construire une famille tranquille, et ses seules joies sont la chasse et prendre soin de ses proches. Mais pour ce jeune Inuk, faire face aux responsabilités qui viennent avec l'âge adulte apparaît moins facile qu'il ne l'imagine. Un jour, Paulusie fait une grosse erreur lourde de conséquences. Le jeune homme se débat avec la culpabilité et prend finalement la décision dramatique de prendre sa propre vie.

## Récompenses
| Organisme                                                | Année | Récompense                                                                           | Gagnant                                                     |
| -------------------------------------------------------- | ----- | ------------------------------------------------------------------------------------ | ----------------------------------------------------------- |
| Festival international canadien du documentaire Hot Docs | 2016  | Prix du meilleur cinéaste canadien émergeant (remporté)                              | Aude Leroux-Lévesque Sébastien Rist                         |
| Festival international du film de Vancouver              | 2016  | Meilleur documentaire canadien(remporté)                                             | Aude Leroux-Lévesque Sébastien Rist MC2 Communication Média |
| Festival international du film documentaire d'Amsterdam  | 2016  | Prix du public (nommé)                                                               | Aude Leroux-Lévesque Sébastien Rist MC2 Communication Média |
| Rencontres internationales du documentaire de Montréal   | 2016  | Prix du public (nommé) Grand Prix (nommé) Meilleur espoir canadien/québécois (nommé) | Aude Leroux-Lévesque Sébastien Rist MC2 Communication Média |

## références
1. ↑  François Lévesque, « «Chez les géants» — Une empreinte dans la neige », sur Le Devoir (consulté le 27 juillet 2020)
2. ↑  Mélanie Noël, « Chez les géants: quand l'histoire change au tournage », sur La Presse, 8 décembre 2016 (consulté le 27 juillet 2020)
3. ↑  Helen Faradji, « À la rencontre des 5 documentaires finalistes aux Iris 2017! », sur Radio-Canada.ca (consulté le 27 juillet 2020)